# Серро Портеньо
«Се́рро Порте́ньо» (исп. Club Cerro Porteño) — парагвайский футбольный клуб из города Асунсьон. Один из самых титулованных и популярнейших клубов Парагвая.

## История
«Серро Портеньо» был основан 1 октября 1912 года Сусаной Нуньес и группой молодых людей, желавших играть в футбол. В начале XX века страна была разбита на два лагеря — приверженцев главных партий — Колорадо и Либеральной партии. Символами этих партий были красный и синий цвета соответственно. Эти цвета и выбрали основатели «Серро Портеньо», с целью хотя бы в футболе примирить общество. Впоследствии был добавлен белый цвет трусов, чтобы в цветах клуба полностью сочетались все цвета флага Парагвая. В названии клуба увековечена битва при холме Портеньо (исп. Cerro Porteño) 19 января 1811 года (во время Майской революции), в которой участвовали аргентинцы (которых в Парагвае называют «портеньо», то есть «Живущие у моря, порта») и парагвайская армия. То сражение в значительной мере способствовало независимости Парагвая.
По количеству чемпионских титулов (33) «Серро Портеньо» намного опережает третью команду страны, «Либертад» (20-кратный чемпион), и уступает только «Олимпии» (45), своему самому главному сопернику. Противостояние этих клубов — одно из самых значимых в Южной Америке; оно усугубляется ещё и тем, что «Серро Портеньо» ни разу не доходил до финалов крупнейших международных турниров, в то время как «Олимпия» — один из самых титулованных клубов на континенте. «Серро Портеньо» также 33 раза занимал в чемпионате Парагвая второе место, что является рекордным показателем.

## Достижения
- Чемпион Парагвая (34): 1913, 1915, 1918, 1919, 1935, 1939, 1940, 1941, 1944, 1950, 1954, 1961, 1963, 1966, 1970, 1972, 1973, 1974, 1977, 1987, 1990, 1992, 1994, 1996, 2001, 2004, 2005, Ап. 2009, Ап. 2012, Кл. 2013, Ап. 2015, Кл. 2017, Ап. 2020, Кл. 2021
- Вице-чемпион Парагвая (34): 1914, 1937, 1938, 1942, 1945, 1948, 1951, 1953, 1957, 1958, 1959, 1960, 1964, 1968, 1971, 1976, 1980, 1984, 1991, 1993, 1995, 1997, 1998, 1999, 2006, Ап. 2010, Кл. 2010, Кл. 2011, Кл. 2014, Кл. 2015, Ап. 2018, Кл. 2018, Ап. 2019, Ап. 2022
- Участник полуфинала Кубка Либертадорес (6): 1973, 1978, 1993, 1998, 1999, 2011
- Победитель Кубка Либертадорес по мини-футболу (1): 2016